# Julia Smit
Julia Elizabeth Smit (Santa Rosa (Californië), 14 december 1987) is een Amerikaanse zwemster. Ze vertegenwoordigde haar vaderland op de Olympische Zomerspelen 2008 in Peking, China. Op de kortebaan is Smit wereldrecordhoudster op zowel de 200 als de 400 meter wisselslag.

## Carrière
Bij haar internationale debuut, op de Pan-Amerikaanse Spelen 2007 in Rio de Janeiro, veroverde Smit de gouden medaille op 100 meter rugslag en de 200 meter wisselslag en de zilveren medaille op de 200 meter rugslag. Samen met Samantha Woodward, Emily Kukors en Maritza Correia sleepte ze de gouden medaille in de wacht op de 4x100 meter vrije slag, op de 4x100 meter wisselslag legde ze samen met Michelle McKeehan, Kathleen Hersey en Maritza Correia beslag op de gouden medaille.
Tijdens de Amerikaanse Olympische Trials 2008 in Omaha (Nebraska) eindigde de Amerikaanse als derde op zowel de 200 meter vrije slag als de 400 meter wisselslag en als zesde op de 100 meter vrije slag, door deze resultaten plaatste ze zich voor de Spelen op de 4x100 meter en de 4x200 meter vrije slag estafette. Op de Olympische Zomerspelen van 2008 in Peking zwom Smit samen met Kara Lynn Joyce, Emily Silver en Lacey Nymeyer in de series van de 4x100 meter vrije slag, in de finale zwommen Joyce en Nymeyer samen met Natalie Coughlin en Dara Torres naar de tweede plaats. In de series van de 4x200 meter vrije slag zwom de Amerikaanse samen met Caroline Burckle, Christine Marshall en Kim Vandenberg, in de finale veroverde Burckle samen met Allison Schmitt, Natalie Coughlin en Katie Hoff de bronzen medaille. Voor haar inspanningen in de series van beide estafettes ontving Smit een zilveren en een bronzen medaille.
Tijdens de wereldkampioenschappen zwemmen 2009 in Rome eindigde de Amerikaanse als zesde op de 400 meter wisselslag en werd ze uitgeschakeld in de halve finales van de 200 meter wisselslag. Samen met Kate Dwelley, Caitlin Geary en Christine Magnuson vormde ze een team in de series van de 4x100 meter vrije slag, in de finale eindigde Magnuson samen met Amanda Weir, Dara Torres en Dana Vollmer op de vierde plaats. Op de 4x100 meter wisselslag werd ze samen met Elizabeth Pelton, Kasey Carlson en Christine Magnuson uitgeschakeld in de series. In december 2009 verbeterde ze tijdens de Duel in the Pool 2009 in Manchester de wereldrecords op de 200 en 400 meter wisselslag (kortebaan).
Op de Pan-Amerikaanse Spelen 2011 in Guadalajara veroverde Smit de gouden medaille op zowel de 200 als de 400 meter wisselslag.

## Internationale toernooien
| Jaar | Olympische Spelen                                                                             | WK langebaan                                                                                               | WK kortebaan  | Pan Pacs      | Pan-Amerikaanse Spelen                                                                |
| ---- | --------------------------------------------------------------------------------------------- | --- | ------------- | ------------- | ------------------------------------------------------------------------------------- |
| 2007 |                                                                                               | geen deelname                                                                                              |               |               | 100m rugslag · 200m rugslag · 200m wisselslag · 4x100m vrije slag · 4x100m wisselslag |
| 2008 | 4x100m vrije slag · Smit zwom enkel de series · 4x200m vrije slag · Smit zwom enkel de series | | geen deelname |               |                                                                                       |
| 2009 |                                                                                               | 9e 200m wisselslag 6e 400m wisselslag 4e 4x100m vrije slag Smit zwom enkel de series 10e 4x100m wisselslag |               |               |                                                                                       |
| 2010 |                                                                                               | | geen deelname | geen deelname |                                                                                       |
| 2011 |                                                                                               | geen deelname                                                                                              |               |               | 200m wisselslag · 400m wisselslag                                                     |

## Persoonlijke records
(Bijgewerkt tot en met 19 december 2009)

### Kortebaan
| Afstand         | Tijd    | Datum            | Plaats     |
| --------------- | ------- | ---------------- | ---------- |
| 200m vrije slag | 1.55,59 | 30 november 2008 | Toronto    |
| 200m rugslag    | 2.05,99 | 28 november 2008 | Toronto    |
| 200m wisselslag | 2.04,60 | 19 december 2009 | Manchester |
| 400m wisselslag | 4.21,04 | 18 december 2009 | Manchester |

### Langebaan
| Afstand         | Tijd    | Datum           | Plaats         |
| --------------- | ------- | --------------- | -------------- |
| 100m vrije slag | 54,25   | 26 juli 2009    | Rome           |
| 200m vrije slag | 1.56,73 | 2 juli 2008     | Omaha          |
| 100m rugslag    | 1.01,69 | 11 juli 2010    | Los Angeles    |
| 200m rugslag    | 2.11,18 | 22 juli 2007    | Rio de Janeiro |
| 200m wisselslag | 2.09,34 | 7 juli 2009     | Indianapolis   |
| 400m wisselslag | 4.35,33 | 2 augustus 2009 | Rome           |